# Marmésine
La marmésine ou nodakénétine est un composé aromatique de la famille des furocoumarines. Elle est naturellement présente dans de nombreuses plantes, notamment le bael (Aegle marmelos), d'où elle tire son nom, mais aussi l'ammi élevé (Ammi majus), le citronnier épineux (Poncirus trifoliata), Afraegle paniculata et le margousier (Azadirachta indica). C'est un précurseur dans la biosynthèse d'autres furocoumarines linéaires, notamment le psoralène.